# アナイアレイター
アナイアレイター（Annihilator）は、カナダ出身のスラッシュメタル・バンド。
1984年、同国のミュージシャン ジェフ・ウォーターズを主宰に結成。カナダ産スラッシュの草分け的存在として知られ、40年以上に渡って活動している。

## 背景・略歴
1984年、ジェフ・ウォーターズ（ギター）とジョン・ベイツ（ボーカル）を中心に、カナダの首都オタワで結成された。
メンバーは、初期のメガデスのようなテクニカル・スラッシュメタルを目指し制作を進めていたが、5年後にアルバムデビューした段階で、オリジナルメンバーはウォーターズのみとなっていた。雛形だったデモ曲は、1stや2ndアルバムに使用されている。
1990年代中頃までにはアルバムデビュー時のメンバー達も去り、以降はギターヒーローとしての名声を持つジェフ・ウォーターズが主宰するプロジェクトの側面が濃くなっていった。また、専任のボーカルを置かず、自身が兼任する時期もあった。
2000年代に入るとデイブ・パデン（ボーカル/リズムギター）が加入し、2014年までウォーターズとの二頭体制が続いた。
2015年から、再びボーカルをウォーターズが兼任し、以降も精力的に活動を続けた。
2021年、イントゥ・エタニティーやアイスド・アースのボーカルを務めたステュー・ブロックが客演を経て加入し、コバーン・ファー以来6年ぶりに専任ボーカルが復活した。

## サウンドスタイル
時代の変遷で作風に差異があるものの、ツインギターによるメタルサウンドのスタイルを一貫している。デビューから制作のほぼ全面を、オリジナルメンバーのジェフ・ウォーターズが担っており、楽曲のリードギターも自身のみが務めている。

## エピソード
『Only Be Lonely（『King of the Kill』収録のボーナストラック）』のジェフ・ウォーターズの歌声に感動したファンが「他のボーカルを入れずにこれからはずっとジェフ本人自身に全ての素晴らしい曲を歌って欲しい。ジェフの歌は素晴らしい！あなたが歌うべきだ！！！」という気持ちをぶつけた。
しかし、本人はそのファンレターへの返信で「本当は歌いたくない。もう歌うことはないだろう」と『King of the Kill』リリース時に『never and ever』という強い否定表現で「今後歌うことは絶対にない、ありえない！」とファンに返答している。

## メンバー
※2024年7月時点

### 現ラインナップ
- ジェフ・ウォーターズ（Jeff Waters） - リードギター/ボーカル (1984- )
- アーロン・ホンマ（Aaron Homma） - リズムギター (2015- )
- リッチ・ヒンクス（Rich Hinks） - ベース (2015- )
- ファビオ・アレッサンドリーニ（Fabio Alessandrini） - ドラムス (2016- )
- ステュー・ブロック（Stu Block） - リードボーカル (2021- )

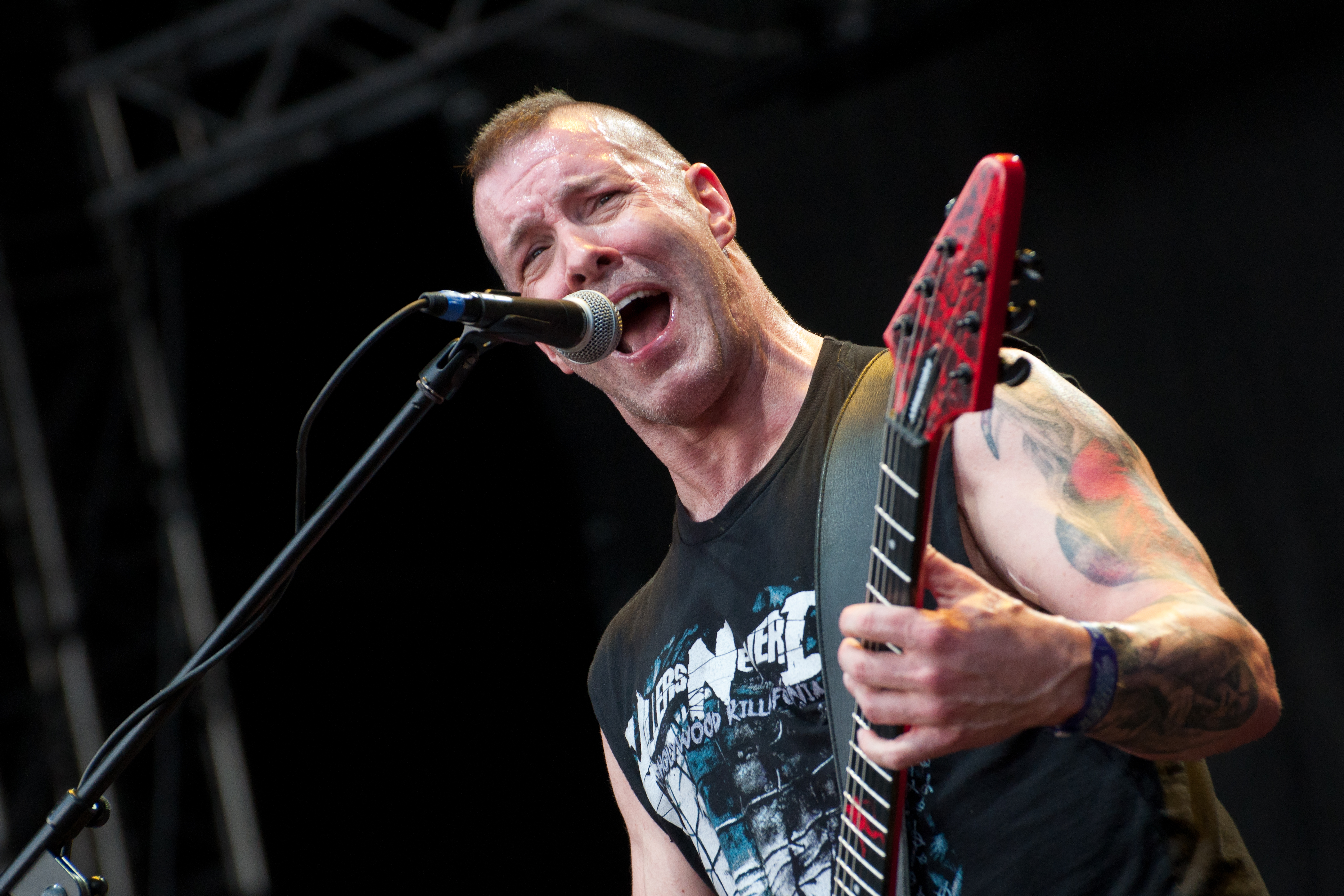
ジェフ・ウォーターズ(G/Vo) 2018年
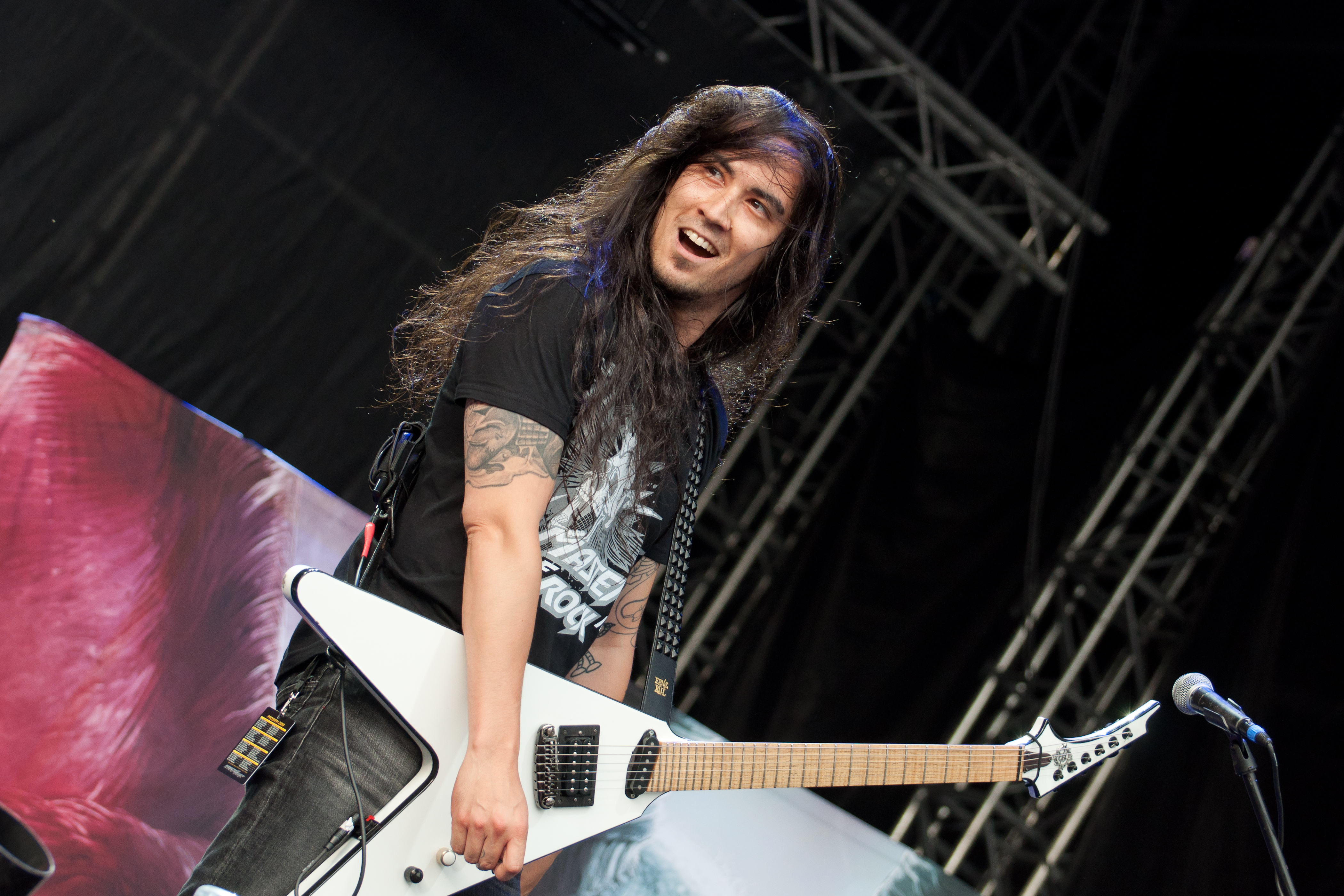
アーロン・ホンマ(G) 2018年
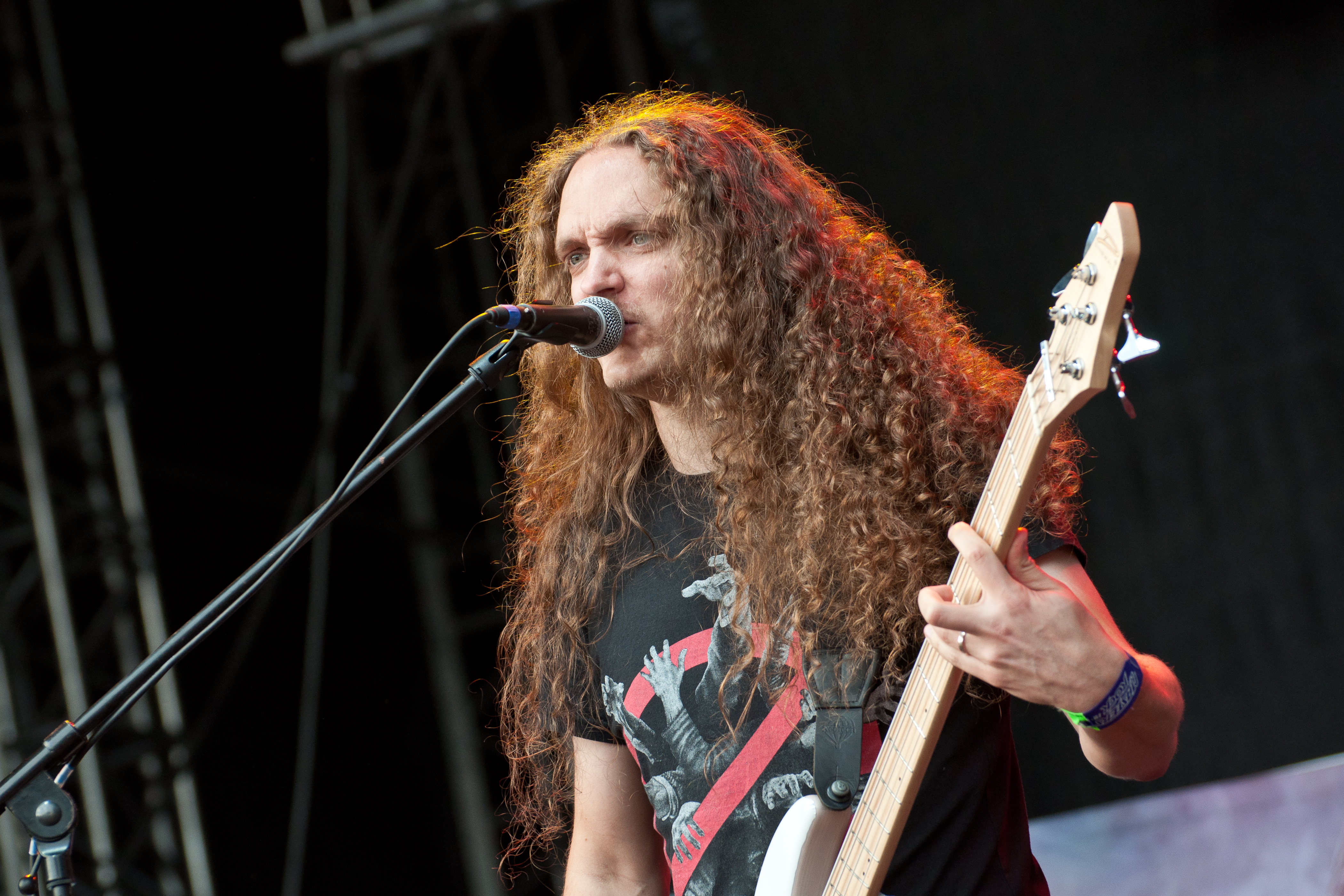
リッチ・ヒンクス(B) 2018年
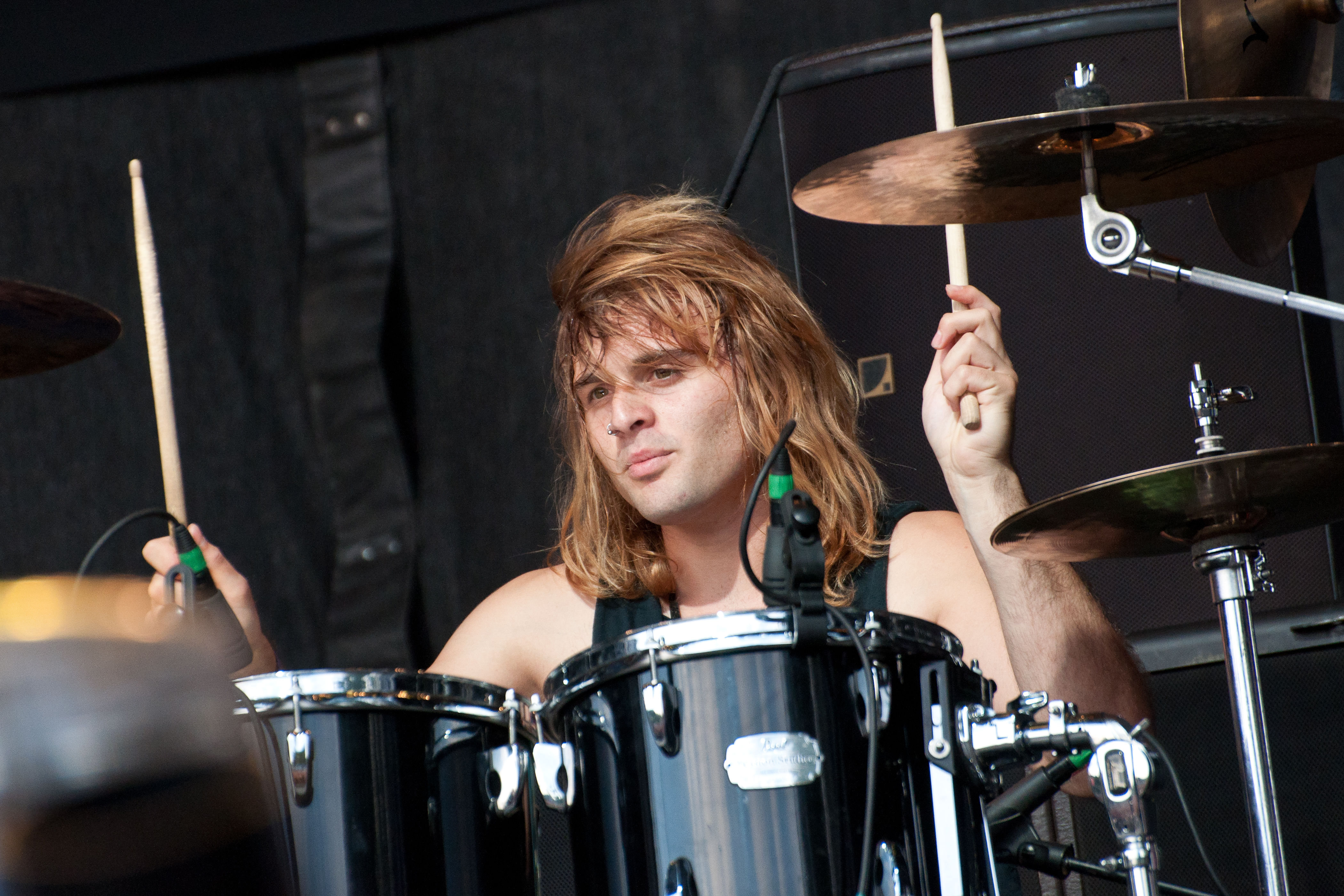
ファビオ・アレッサンドリーニ(Ds) 2018年
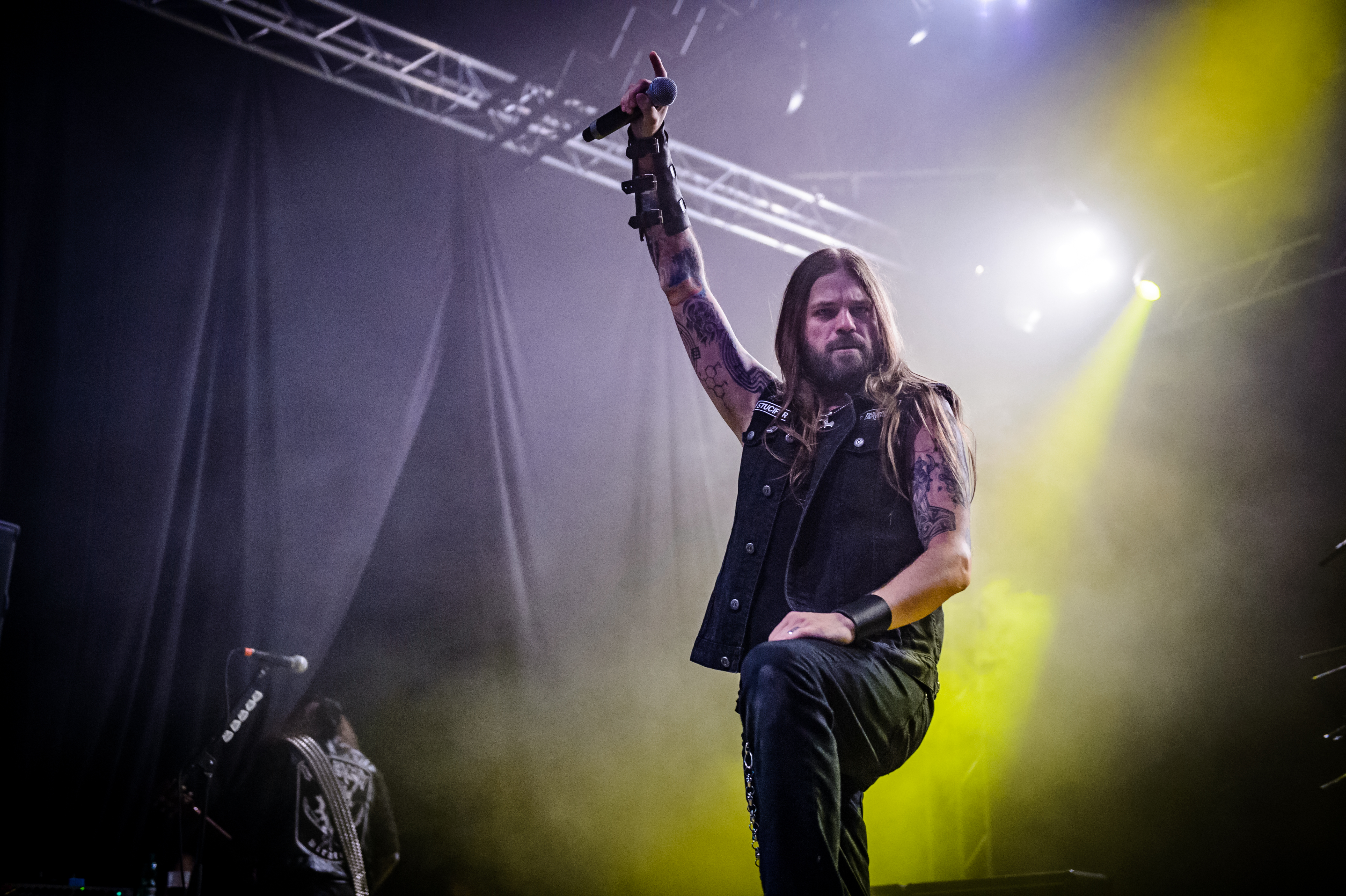
ステュー・ブロック(Vo) 2017年

### 旧メンバー
ボーカル
- ジョン・ベイツ（John Bates） (1984-1985)
- デニス・デュボー（Dennis Dubeau） (1988-1989)
- ランディー・ランペイジ (Randy Rampage） (1988-1989、1998-2000) ♰RIP.2018
- コバーン・ファー（Coburn Pharr） (1990-1992、2015)
- アーロン・ランドール（Aaron Randall） (1992-1994)
- ジョー・コモー（Joe Comeau） (2000-2003)
- デイブ・パデン（Dave Padden） (2003–2014) 兼リズムギター

リズムギター
- K.C.トウーズ（K.C. Toews (1987-1988)
- アンソニー・グリーンハム（Anthony Greenham） (1988-1989)
- デイヴ・デイビス（Dave Davis） (1989-1991、1993-2001)
- ニール・ゴールドバーグ（Neil Goldberg） (1992-1993)
- カラン・マーフィー（Curran Murphy） (2002-2005)

ベース
- デイヴ・スコット（Dave Scott） (1984-1985)
- ウェイン・ダーリー（Wayne Darley） (1989-1993)
- キャム・ディクソン（Cam Dixon） (1994-1995, 2015)
- ルー・ヴィドーソ（Lou Bujdoso） (1995-1997)
- ラッセル・バークィスト（Russell Bergquist） (1999-2003、2005-2007)
- サンドル・デ・ブレタン（Sandor de Bretan） (2004)
- ブライアン・デーモン（Brian Daemon） (2007)
- アルベルト・カンプサノ（Alberto "Al" Campuzano） (2010-2014)
- オスカー・レンジェル（Oscar Rangel） (2014-2015)

ドラムス
- ポール・マレック（Paul Malek） (1984-1985、1986)
- リチャード・デス（Richard Death） (1985)
- レイ・ハートマン（Ray Hartmann） (1987-1992、1999-2001)
- ランディー・ブラック（Randy Black） (1993-1996、2002-2003)
- マイク・マンジーニ（Mike Mangini） (1993、2004-2005、2007)
- デイヴ・マチャンダー（Dave Machander） (1996) ♰RIP.2010
- ロブ・ファルサノ（Rob Falzano） (2004)
- トニー・シャペル（Tony Chappelle） (2005)
- アレックス・ランデンバーグ（Alex Landenburg） (2007)
- カルロス・カンタトーレ（Carlos Cantatore） (2010)
- マイク・ハーショウ（Mike Harshaw） (2012-2016)

## ディスコグラフィ

### アルバム

#### スタジオアルバム
- Alice in Hell (1989)
- Never, Neverland (1990)
- Set the World on Fire (1993)[3]
- King of the Kill (1994)
- Refresh the Demon (1996)
- Remains (1997)
- Criteria for a Black Widow (1999)
- Carnival Diablos (2001)
- Waking the Fury (2002)
- All for You (2004)
- Schizo Deluxe (2005)
- Metal (2007)
- Annihilator (2010)[4]
- Feast (2013)[5]
- Suicide Society (2015)[6]
- For the Demented (2017)
- Ballistic, Sadistic (2020)[7]
- Metal II (2022) - Metalの再録盤

#### ライブアルバム
- In Command (1996)
- Double Live Annihilation (2003)
- Live at Masters of Rock (2009)[8]

#### コンピレーション
- Bag of Tricks (1994)
- Total Annihilation (2010)

### ライブビデオ
- Ten Years in Hell (2006)
- Live at Masters of Rock (2009)

## 来日公演
- 1993年に初来日公演。
- 2001年に日本のヘヴィメタルバンド・LOUDNESSの招聘で客演。
- 2007年には、日本のスラッシュメタルイベント『THRASH DOMINATION 07』に出演。